# Francisco I. Madero, Papantla
Francisco I. Madero är en ort i Mexiko.   Den ligger i kommunen Papantla och delstaten Veracruz, i den sydöstra delen av landet, 230 km öster om huvudstaden Mexico City. Francisco I. Madero ligger 129 meter över havet och antalet invånare är 794.
Terrängen runt Francisco I. Madero är platt österut, men västerut är den kuperad. Terrängen runt Francisco I. Madero sluttar österut. Runt Francisco I. Madero är det ganska tätbefolkat, med 230 invånare per kvadratkilometer. Närmaste större samhälle är Agua Dulce, 13,7 km väster om Francisco I. Madero. Omgivningarna runt Francisco I. Madero är en mosaik av jordbruksmark och naturlig växtlighet.